# Vika, Gustavs
För andra betydelser, se Vika (olika betydelser).
Vika är en ö i Finland. Den ligger i Skärgårdshavet och i kommunen Gustavs i den ekonomiska regionen  Nystadsregionen i landskapet Egentliga Finland, i den sydvästra delen av landet. Ön ligger omkring 45 kilometer väster om Åbo och omkring 200 kilometer väster om Helsingfors.
Öns area är 1,9 hektar och dess största längd är 180 meter i nord-sydlig riktning.